# Summerland-Katastrophe

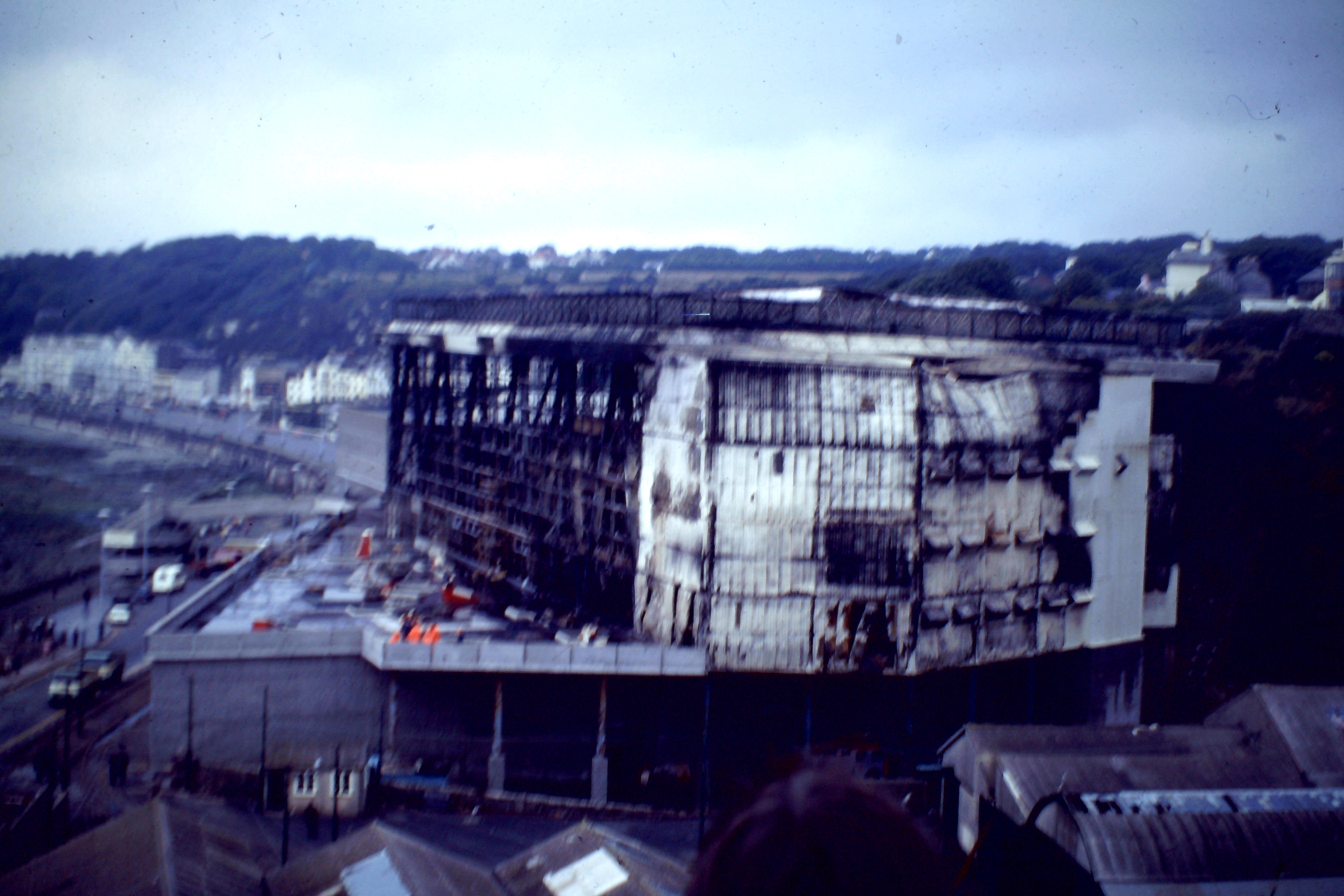
Nach dem Brand. Gut zu erkennen die Terrasse, auf der sich die Minigolf-Anlage befand.

Die Summerland-Katastrophe bezeichnet den verheerenden Brand im Freizeitzentrum Summerland in Douglas auf der Isle of Man am 2. August 1973, bei dem 50 Menschen ums Leben kamen und 80 zum Teil schwer verletzt wurden. Dieser Brand war das schwerste Unglück auf der Isle of Man und die bis dahin – gemessen an den Opferzahlen – schwerste Brandkatastrophe im Vereinigten Königreich in Friedenszeiten nach dem Kinobrand in Paisley zu Silvester 1929. Das Fassungsvermögen des Gebäudes betrug 10.000, nach anderen Angaben 5.000 Personen. Es wurde vollständig zerstört und später abgetragen.

## Summerland Leisure Centre
Der erst zwei Jahre vor dem Unglück eröffnete Komplex mit einer Fläche von 1,4 Hektar galt als äußerst fortschrittlich und war bei Urlaubern sehr beliebt. Besucher konnten sich den ganzen Tag darin aufhalten, um im tropischen Klima künstliche Sonne zu genießen, und das Schwimmbad und zahlreiche weitere Attraktionen, wie mehrere Restaurants und Bars, einen Minigolfplatz, ein Solarium, eine Diskothek, ein Theater, eine Sauna, eine künstliche Sonnenzone, Wasserfälle, eine Rollschuhbahn sowie einen kleinen Rummelplatz mit Spielhalle nutzen.
Summerland war eine der beliebtesten Freizeiteinrichtungen auf der Insel und seine hochmodernen Einrichtungen trugen zur Bekanntheit der Isle of Man bei. Nach eigenen Angaben war es die seinerzeit größte und innovativste Indoor-Unterhaltungsanlage der Welt und wurde von der britischen Fremdenverkehrsbehörde als ein „herausragendes touristisches Unternehmen“ bezeichnet.

## Baugrund und Ausgangslage
Das Grundstück, auf dem der Summerland-Komplex errichtet wurde, war schon lange Zeit als Ferien- und Vergnügungspark genutzt worden. Ende des 18. Jahrhunderts entstand dort ein Bauwerk namens Derby Castle. Der starke Anstieg der Tourismusbranche wurde dort in Kapital umgemünzt, indem ein Vergnügungszentrum mit einem Theater, einem Ballsaal und einem Restaurant mit Bar errichtet wurde, das spätere Vorbild für Summerland. Wechsel in der Geschäftsführung und eine Fusion mit einem anderen Unternehmen in der Freizeitbranche ließen die Derby Castle Company in der Gunst ihrer Besucher steigen. Während der Weltkriege wurde das Vergnügungszentrum für verschiedene Zwecke genutzt. Es wurden kleinere Fabrikarbeiten ausgeführt und es diente als Lager für Wertgegenstände aus Hotels, die für Internierte benötigt wurden.
Seit Ende der 1960er Jahre wurde Verreisen innerhalb des eigenen Landes für Briten mehr und mehr unattraktiv. Stattdessen bevorzugten sie, ihren Badeurlaub dank billiger Pauschalreisen am Mittelmeer zu verbringen. Sehnsuchtsort für die unteren bis mittleren Schichten war vor allem Spanien; traditionelle Badeorte wie Bournemouth oder Minehead oder gar die Isle of Man registrierten einen deutlichen Besucherschwund. Zudem war in Spanien das Wetter viel sicherer urlaubstauglich.
Bereits nach 1945 hatte die Douglas Corporation der Derby-Castle-Gesellschaft das Gelände abgekauft, und es entstand die Idee, ein brandneues Vergnügungszentrum zu errichten, um Urlauber von Reisen ans Mittelmeer abzuhalten. Auch die Stadtverwaltung von Douglas sah darin eine Möglichkeit, mithilfe interessanter und wetterunabhängiger Attraktionen ein Zentrum zu schaffen, das die Besucher gerade bei wirklich schlechtem Wetter anzieht. „Der vorgelegte Entwurf“, so heißt es in einer Broschüre, die 1972 von der Entwicklungsgesellschaft der Insel herausgegeben wurde, „basiert auf der Idee, eine Umgebung zu schaffen, in der immer die Sonne scheint – ein Gebiet, in dem das Wetter garantiert ist und in dem alle mit einem Urlaub am Meer verbundenen Aktivitäten von allen Altersgruppen genossen werden können. Das Projekt sieht daher eine größtmögliche Fläche vor, die von einer Struktur umschlossen wird, die so konzipiert ist, dass sie ein Maximum an Sonnenlicht durchlässt, was durch künstliche Mittel erreicht wird, um eine permanente Atmosphäre subtropischen Klimas zu schaffen. In diesem Bereich soll das Gefühl entstehen, sich ohne klimatische Gefahren im Freien zu befinden.“ (The Summerland Story, 1972, S. 25) In Werbebroschüren war von „kühnem Design“ die Rede, das „die architektonische Welt in Brand setze“.
Summerland befand sich am nördlichen Ende der Bucht von Douglas, dem Hauptort der Isle of Man, zwischen dessen Uferpromenade und den 20 Meter steil aufragenden Kreidefelsen. Unmittelbar daneben liegt noch heute die Endstation der Manx Electric Railway, die die Ostküste der Insel bedient. Noch 50 Jahre nach der Katastrophe klafft an dieser Stelle eine Baulücke.

## Architektur
Architekten waren James Philipps Lomas und Brian Gelling aus Douglas, die sich bei der Bauausschreibung durchsetzten, weil ihre Ideen „etwas fantasievoller“ waren als die der Wettbewerber. Es dauerte Jahre, bis die Pläne fertiggestellt waren. Die ersten Zeichnungen entstanden 1965. Lomas hatte zuvor nie an einem Projekt außerhalb der Insel Man gearbeitet, während Gelling bei einem größeren Unternehmen angestellt war, das Erfahrung mit der Planung von Freizeitzentren auf dem britischen Festland hatte. Dieses Unternehmen, Gillinson, Barnett & Partners, wurde so zum Bauunternehmer für das Summerland-Projekt, der alle Arbeitszeichnungen sowie die gesamte Materialforschung für das Projekt übernahm.
Das Gebäude war auf fünf, mit den beiden Zwischengeschossen gerechnet, auf sieben Etagen für das Publikum zugänglich. Die Außenhülle bestand aus einer Metallkonstruktion, in die transparente, thermoplastische Polymethylmethacrylat-Elemente (Acrylglas) eingesetzt waren, die unter der Marke Oroglas (Fa. Trinseo, damals Dow Chemical) vermarktet wurden. Überlebende sprachen später von „Horrorglas“ statt Oroglas, weil die horizontal angebrachten Acrylglas-Elemente beim Schmelzen auf die Badegäste tropften und schwere Verletzungen verursachten. Die Materialien wurden zwar nach Kostengesichtspunkten, nicht aber nach Sicherheitskriterien ausgewählt. Oroglas wurde genehmigt, weil seine Entflammbarkeit mit dem Argument entkräftet wurde, dass im Falle eines Brandes das Material aufweichen und so Menschen die Flucht aus dem Gebäudeinnern ermöglichen würde. Das Budget erlaubte keinen Einbau einer Sprinkleranlage.
Aus Kostengründen waren mit dem Bau mindestens zwei Bauunternehmen beauftragt worden, eines für den Außen-, eines für den Innenausbau, die jedoch die Pläne des jeweils anderen Partners nicht oder nur teilweise kannten. Dies führte dazu, dass Notausgänge nicht den Vorschriften entsprechend angeordnet waren und das Unternehmen, das für den Außenaufbau zuständig war, Sicherheitsvorkehrungen des anderen Unternehmens versehentlich wieder abbaute. Brandschutzmaßnahmen konnten so nicht wirksam werden.

## Der Abend des Brandes

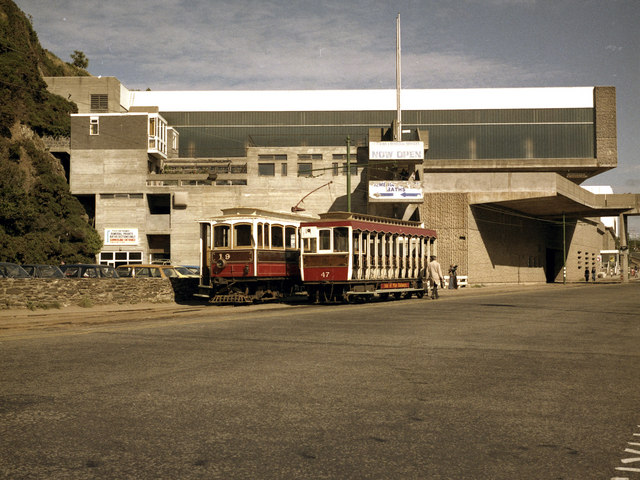
Das „neue“ Summerland mit Manx Electric Railway, 1978

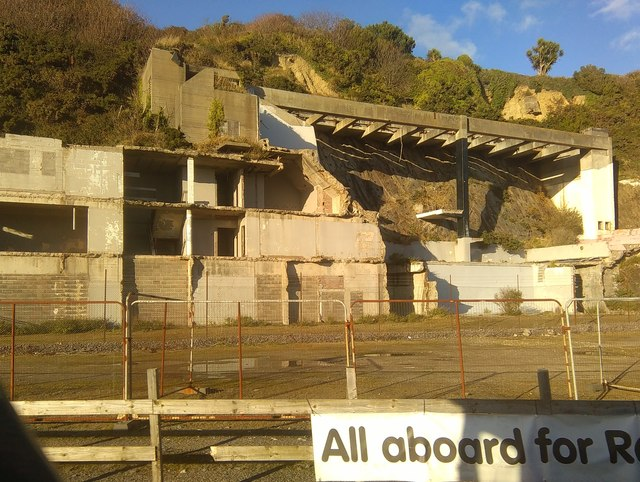
Gebäudereste, 2015

Drei Jugendliche aus Liverpool, zwei davon 12, einer 14 Jahre alt, versteckten sich gegen 20:00 Uhr im leeren Plastik-Kassenhäuschen der Minigolfanlage, um heimlich Zigaretten zu rauchen. Dabei verursachten sie versehentlich einen Brand, den sie nicht löschen konnten. In Panik flüchteten sie vom Tatort. Der Kiosk stand schnell in Vollbrand und kippte gegen die Acrylglas-Fassade des Hauptgebäudes. Herbeigerufene Angestellte des Freizeitparks sahen die Flammen an der Wand lecken, doch sie hielten die Wände für feuerfest und leiteten weder eine Evakuierung ein noch riefen sie die Feuerwehr. Da sie keine Ausbildung zur Brandschutzbekämpfung erhalten hatten, versuchten sie mit den falschen technischen Hilfsmitteln die Brandbekämpfung. Außerdem war die Zuständigkeit unter ihnen nicht geklärt.
Währenddessen breitete sich das Feuer wegen des Kamineffektes in der doppelten Glasfassade schnell nach oben aus. Selbst zu diesem Zeitpunkt fand an der Kasse im Erdgeschoss noch normaler Einlass neuer Gäste statt, obwohl schon eine dicke Rauchwolke über dem Gebäude stand – der Alarm erfolgte durch besorgte Menschen, die weiter entfernt waren. Der Hafenmeister von Douglas hatte einen Funkspruch eines Kapitäns erhalten, der sich mit seinem Schiff in der Bucht der Insel befand. Wenig später meldete ein vorbeifahrender Taxifahrer den Brand an seine Funkzentrale.
Die Badegäste erkannten die Gefahr erst, als die Flammen unmittelbar aus den Wänden und Decken schlugen und sie um ihr Leben fürchten mussten. Auf dem kleinen Rummelplatz verließ der Betreiber eines Karussells in Panik seinen Arbeitsplatz, ohne das Karussell abzuschalten und die darauf befindlichen Kinder zu retten. Erst ihre Eltern oder andere Gäste holten die Kinder von dem sich noch drehenden Gerät. Ein anderer Schausteller beruhigte noch seine Fahrgäste, bei dem Rauch müsse es sich um eine Fehlfunktion der Frittenbude handeln, bevor er Augenblicke später die Leute mit Schreien aufforderte, wegzulaufen.
Ein wesentlicher Grund für die hohen Opferzahlen lag in der Unübersichtlichkeit des Gebäudes. Hinzu kam, dass meist größere Gruppen von Familienmitgliedern gemeinsam angereist waren und nur mit der Gewissheit, auch ihre Angehörigen wären in Sicherheit, das Gebäude wieder verlassen wollten. Viele Menschen liefen daher in Panik und in Verzweiflung zu den verschiedenen Attraktionen des Freizeitparks, um ihre Kinder, Eltern oder andere Verwandte zu suchen, statt sich selbst aus dem Gefahrenbereich zu bringen. Weiterhin gab es Probleme, weil die Fluchtwege versperrt waren. Die Nottüren waren zum Teil mit Vorhängeschlössern gesichert, „angeblich, um zu verhindern, das sich jemand unentgeltlich einschleicht“. Bei anderen Türen waren seitlich Glaskästen angebracht, in denen der Schlüssel hängen sollte, der aber fehlte, oder die Kästen waren unerreichbar hoch an der Wand. Eine Nottür war blockiert, weil das Auto des Sicherheitsbeauftragten davorstand.
Eine weitere Sicherheitslücke war der fehlende Alarm – das Feuer hatte den Überwachungsstromkreis bereits durchgebrannt, bevor er ausgelöst werden konnte.

## Nachwirkungen

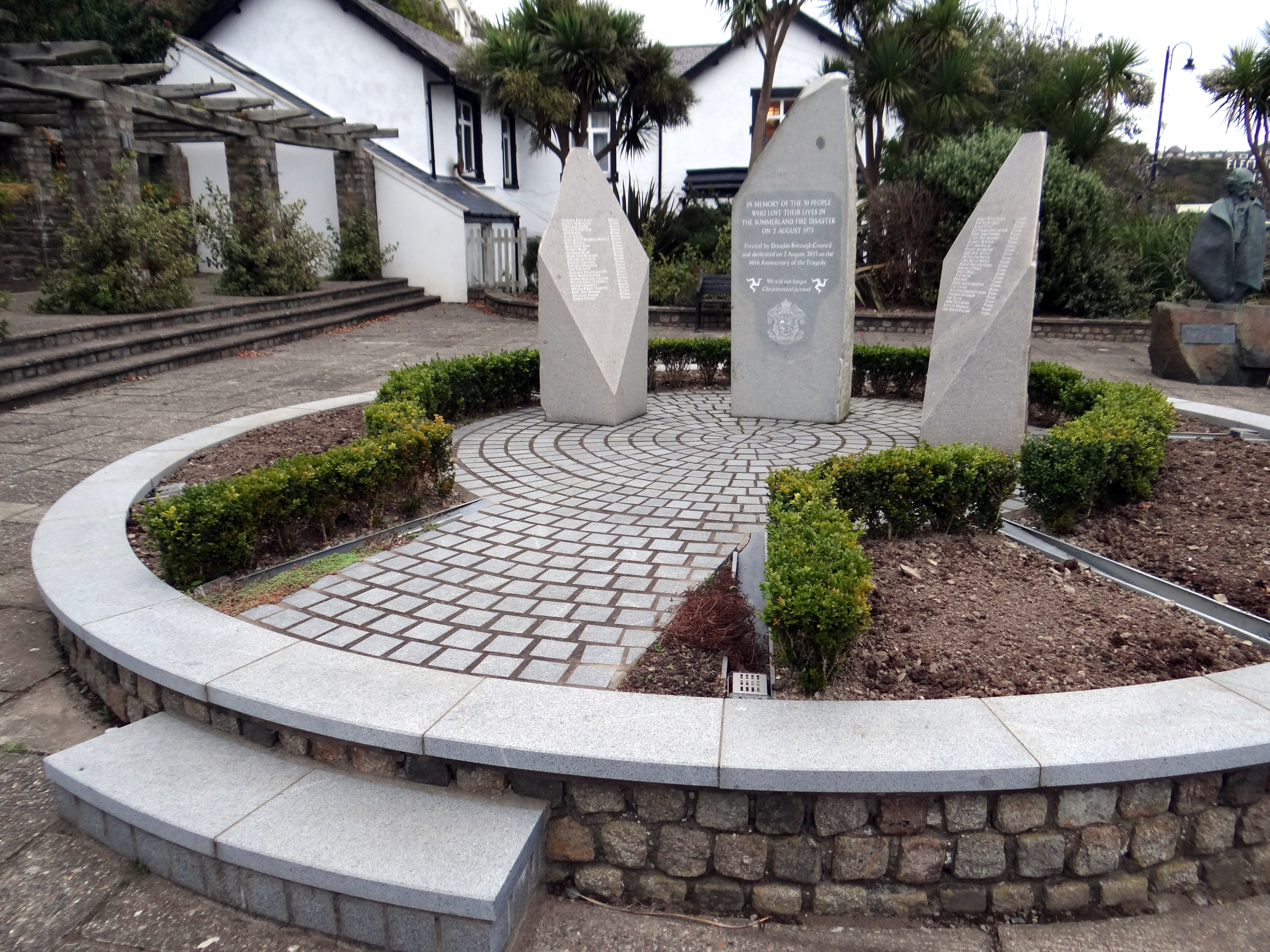
Erinnerungsstätte The Kaye Memorial Garden

Am 3. September 1973 wurde eine Untersuchungskommission zur Summerland-Katastrophe eingesetzt, die bis Februar 1974 arbeitete. Sie kostete 400.000 Pfund und ihr Bericht wurde am 24. Mai 1974 veröffentlicht. Die Kommission drängte auf eine sofortige Revision der Veranstaltungsordnung und änderte das gesamte Konzept des Brandschutzes auf der Isle of Man drastisch. Sie kam ferner zu dem Schluss, dass es außer den drei Kindern keine Schuldigen gebe: „Keine Schurken, [nur] viele menschliche Fehler und Versäumnisse“. Die Jungen wurden identifiziert, aber nur für das Aufbrechen der Kiosktür bestraft; sie mussten je 3 Pfund leisten, inflationsbereinigt wären dies heute 39 Pfund (47 €).
An derselben Stelle wurde wenig später – etwas kleiner – erneut ein Summerland errichtet. Die Sicherheitsvorschriften waren jetzt sehr streng: es gab Sprinkler- und Alarmanlagen, keine offene Bauweise mehr und wieder traditionelle Baumaterialien. 2002 wurde auch dieser Komplex zerstört, diesmal von einer Überschwemmung. In der Felswand sind noch heute Verankerungspunkte und verwaiste Wandelemente des Ursprungsbauwerkes zu sehen.

## Gedenken
Vierzig Jahre nach der Katastrophe wurde eine Erinnerungsstätte angelegt. Nur wenige hundert Meter westlich des ehemaligen Komplexes wurden auf Granit-Stelen die Namen der Opfer sowie der Gedenkspruch „We will not forget“ / „Cha jeanmayd jarrood“ (‚Wir werden [es] nicht vergessen‘ auf Englisch und Manx) eingraviert.